# Christina Pagel

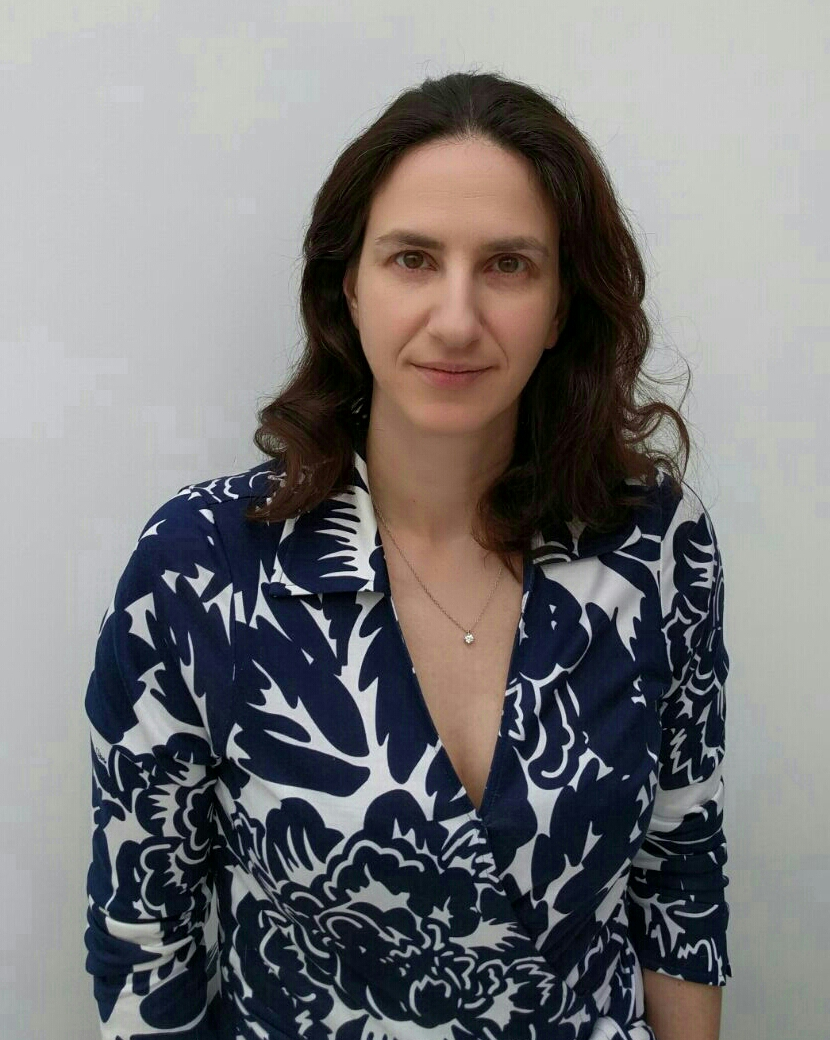
Christina Pagel (2016)

Christina Pagel (* 1975 in London) ist eine deutsch-britische Mathematikerin und Professorin für Operational Research am University College London (UCL). Sie ist die erste weibliche Leiterin der Clinical Operational Research Unit (CORU) am UCL, die sich mit der Anwendung von Operational Research, Datenanalyse und mathematischer Modellierung auf Probleme im Gesundheitswesen befasst. Pagel ist außerdem als ehrenamtliche Forscherin am Great Ormond Street Hospital tätig.

## Leben und Werdegang
Pagel wurde 1975 als Tochter deutscher Eltern in London geboren. Ihr Vater, Manfred Pagel, war Journalist und später leitender Angestellter bei Reuters und ihre Mutter, Barbara Pagel, war Lehrerin. Ihr älterer Bruder starb 2008 mit 39 Jahren bei einem Motorradunfall. Sie besuchte die St Paul’s Girls School in London.
Pagel erwarb 1996 einen Bachelorabschluss in Mathematik am Queen’s College in Oxford. Außerdem erwarb sie einen Master of Science in Mathematischer Physik am King’s College London und einen Masterabschluss in Klassischer Zivilisation, Mittelalterlicher Geschichte sowie einen Master of Science in Angewandter Statistik mit medizinischen Anwendungen am Birkbeck College der Universität London. Im Jahr 2002 promovierte Pagel am Imperial College London im Bereich der Weltraumphysik zu Turbulenzen im interplanetaren Magnetfeld.

## Forschung
Pagels Karriere begann in Boston, Massachusetts, wo sie zusammen mit Nancy Crooker an der Universität Boston die Streuung von Elektronen im interplanetaren Raum unter Verwendung von Daten der Raumsonde ACE untersuchte. Im Jahr 2005 verließ sie die Physik und kehrte nach London zurück, um eine Stelle bei der UCL Clinical Operational Research Unit anzutreten, wo sie Mathematik auf Probleme im Gesundheitswesen anwendet.
2016 erhielt Pagel das Harkness Fellowship in Health Care Policy and Practice des Commonwealth Fund, mit dem sie von 2016 bis 2017 in den USA verbrachte, um (a) die Prioritäten republikanischer und demokratischer Politiker für die Ziele der nationalen Gesundheitspolitik in Zusammenarbeit mit dem Milbank Memorial Fund zu untersuchen und (b) zu erforschen, wie klinische Entscheidungsunterstützungssysteme in der Intensivpflege besser umgesetzt werden können. In diesem Jahr war sie auch Stipendiatin am Institute for Healthcare Improvement.
In ihrer aktuellen Forschung nutzt Pagel Ansätze aus der mathematischen Modellierung, der operativen Forschung und den Datenwissenschaften, um Menschen im Gesundheitswesen zu helfen, bessere Entscheidungen zu treffen. Sie konzentriert sich auf die Mortalität und Morbidität nach herzchirurgischen Eingriffen bei Kindern und Erwachsenen im Vereinigten Königreich, wobei sie mehrere große nationale Projekte leitete, die sich unter anderem mit dem Verständnis des Aufenthaltsverlaufs von Kindern auf pädiatrischen Intensivstationen oder den mathematischen Methoden zur Unterstützung der Leistungserbringung in Krankenhäusern befassten.
Pagel war maßgeblich an der Entwicklung eines statistischen Modells für die Überlebensrate einzelner Kinder mit angeborenen Herzfehlern in Krankenhäusern beteiligt. Daraus entstand das Modell Partial Risk Adjustment in Surgery (PRAiS), das seit 2013 vom National Congenital Heart Disease Audit für die Veröffentlichungen zur Überlebensraten in Krankenhäusern verwendet wird. Die dazugehörige, von Pagel entwickelte Software wurde von allen britischen Krankenhäusern erworben, die Kinderherzoperationen durchführen. Anschließend leitete sie ein multidisziplinäres Projekt in Zusammenarbeit mit der Children’s Heart Federation, Sense about Science und David Spiegelhalter, um eine Webseite zum Überleben nach Kinderherzoperationen zu erstellen, die seit 2016 online ist.
Im Jahr 2019 wurde Pagel, zusammen mit ihren Kollegen Sonya Crowe und Martin Utley, die Lyn Thomas Impact Medal der Operational Research Society verliehen. Die Auszeichnung erhielt sie für ihre Arbeit im Zusammenhang mit angeborenen Herzkrankheiten und würdigte deren „bedeutenden Auswirkungen auf das Leben von Kindern mit angeborenen Herzkrankheiten sowie auf ihre Familien und die wachsende Zahl von Erwachsenen mit dieser Krankheit“.

## Öffentliches Engagement
Pagel betreibt aktiv Öffentlichkeitsarbeit an Schulen und Universitäten und fördert die Betätigung in mathematischen und naturwissenschaftlichen Fächern.
Die von ihr mitentwickelte Webseite zur Kinderherzchirurgie bildete die Grundlage eines nationalen Leitfadens für die Öffentlichkeitsarbeit von Forschenden sowie für einen weiteren Leitfaden der Health Foundation zum Thema „Engagement“.
Zum Leitfaden „Making Sense of Statistics“ von Sense about Science hat sie ebenfalls beigetragen.

## Politische Arbeit
Pagel nutzt die Instrumente aus ihrer Forschung, um politische Daten aus öffentlichen Umfragen zu ziehen und zu analysieren, insbesondere im Zusammenhang mit den Themen Brexit und Gesundheitspolitik. Zu diesen beiden Themen ist sie auch regelmäßig als Podcast-Autorin tätig.
Im Mai 2020 trat Pagel dem Ausschuss „Independent SAGE“ bei, dessen Ziel es ist, die britische Regierung während der COVID-19-Pandemie unabhängig zu beraten. Im Rahmen ihrer Arbeit für Independent SAGE wird sie regelmäßig in einer Reihe von Zeitungen zitiert und trat in nationalen und internationalen Nachrichtensendungen (z. B. ITV News, Sky News, Channel 4 News und BBC Newsnight, India NDTV) sowie in verschiedenen Podcasts auf, in denen es etwa um die Reaktion des Vereinigten Königreichs auf die Pandemie ging.